# Запорізька агломерація

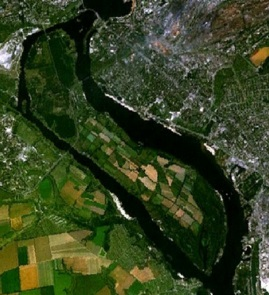
Центр агломерації — м. Запоріжжя. Світлина з космосу. Чітко розрізняється о.Хортиця.

Запорізька агломерація — агломерація з центром у місті Запоріжжя.

## Розташування
Простягається вздовж річки Дніпро 70 км на правому березі і 110 км — на лівому. Головні чинники створення і існування агломерації: річка Дніпро, перепуття головних транспортних шляхів, металургійна і машинобудівна промисловість. Центр розвиненого сільськогосподарського району. Запорізький міжнародний аеропорт.

## Склад агломерації
Складається:
- з міст: Запоріжжя.
- з районів: Запорізький район, Вільнянський район, Оріхівський район, Новомиколаївський район, Василівський район, Михайлівський район.

## Основні статистичні дані
- Чисельність населення — 1 100,9 тис. осіб. (2001 рік)
- Площа — 8 200 км².
- Густота населення — 134,3 осіб/км².